# 老公屯站
老公屯站是一个京哈线上的铁路车站，位于吉林省扶余县老公屯村，建于1991年，目前为五等站，邮政编码为131201。目前客运：办理旅客乘降；不办理行李、包裹托运；不办理货运营业。